# Municipio de Golden Lake (Arkansas)
El municipio de Golden Lake (en inglés: Golden Lake Township) es un municipio ubicado en el condado de Misisipi en el estado estadounidense de Arkansas. En el año 2010 tenía una población de 975 habitantes y una densidad poblacional de 9,54 personas por km².

## Geografía
El municipio de Golden Lake se encuentra ubicado en las coordenadas 35°31′6″N 90°3′44″O / 35.51833, -90.06222. Según la Oficina del Censo de los Estados Unidos, el municipio tiene una superficie total de 102.16 km², de la cual 99,15 km² corresponden a tierra firme y (2,94 %) 3,01 km² es agua.

## Demografía
Según el censo de 2010, había 975 personas residiendo en el municipio de Golden Lake. La densidad de población era de 9,54 hab./km². De los 975 habitantes, el municipio de Golden Lake estaba compuesto por el 76,21 % blancos, el 20,72 % eran afroamericanos, el 0,51 % eran amerindios, el 0,72 % eran asiáticos, el 0,41 % eran de otras razas y el 1,44 % eran de una mezcla de razas. Del total de la población el 0,92 % eran hispanos o latinos de cualquier raza.